# 曼乔内斯
曼乔内斯，是西班牙阿拉贡自治区萨拉戈萨省的一个市镇。 总面积27平方公里，总人口145人（2001年），人口密度5人/平方公里。